# ヒーロークロスライン アフターミッション
『ヒーロークロスライン アフターミッション』（HXL AFTER MISSION）は、講談社『月刊マガジンZ』とYahoo! JAPAN内コンテンツYahoo!コミックによるコラボレーションに基づくクロスオーバー作品企画『ヒーロークロスライン』の漫画を掲載するHXL公式同人誌。オフセット本・B5判。
2009年12月29日から31日にかけて開催されたコミックマーケット77において01が頒布され、コミックマーケット79までに全5号が頒布された。

## 概要
同人サークル『ヒーロークロスライン』（発行は『Boots Head Quarteas』）が配布するアンソロジー形式の同人誌である。当初、「ヒーロークロスライン 第一期」作品は『マガジンSPECIAL』にて再開した「Z-END」のように雑誌媒体での再開を模索していたが、2009年11月15日開催のCOMITIA90で配布された宣伝チラシ『HXL INFORMATION』第3号にて同人誌として続編が掲載されると発表。その後、前述の通りコミックマーケット77にて01が頒布された。
以降は同人ショップのまんだらけとCOMIC ZINにおける委託販売とネット通販、『ラジオ劇場HXLアワー』での通信販売が行なわれており、サークル『ヒーロークロスライン』などで参加しているCOMITIAなどの同人誌即売会においても頒布されている。その他に2010年5月20日から6月20日の期間に講談社1階「K-Square」にて開催の村枝賢一原画展『村博 村枝賢一の世界』でも頒布されていた。
02及び03は、2010年8月13日から15日にかけて開催されたコミックマーケット78にて同時刊行され、後に通信販売も行なわれた。これ以降、コミックマーケットが開催される毎に2冊ずつ新刊が頒布されている。なおC78以降は新刊2冊同時購入者に対して、特典として先着限定で8ページの作者コメント冊子が付属した。
2011年夏に開催されるコミックマーケット80では『アフターミッション』の誌名ではなく違う誌名で配布される予定であったが、実際には頒布されず延期となっている。

## 掲載作品の特徴
『月刊マガジンZ』休刊により終了してしまった第一期作品の続き漫画を掲載する事を目的としており、殆どの作品がそれぞれの単行本収録話以降の展開を掲載している。さらに、HXLの醍醐味であるクロスオーバーを充分に盛り込んだ作りとなっているため、この同人誌自体がHXLのプレゼンテーションやプロモーションになる役割も担っている。
また村枝賢一と出月こーじの対談にて、出月こーじが「同人誌を描いているつもりは無い」との発言をしており、商業誌掲載作品と同等の漫画を読む事が出来る点も大きな特徴である。

## 書誌情報
| 号数 | 初回配布 | 表紙・ページ数                                     | 掲載作品                                         | 話数           | クロスオーバー                 | 備考     |
| ---- | -------- | -------------------------------------------------- | ------------------------------------------------ | -------------- | ------------------------------ | -------- |
| 01   | C77      | 表紙：村枝賢一 中表紙：岡崎つぐお ページ数：124    | Z-END 浸透迷宮編（村枝賢一）                     | -              | セイル                         | [ 注 1 ] |
| 01   | C77      | 表紙：村枝賢一 中表紙：岡崎つぐお ページ数：124    | ウサ探（御童カズヒコ）                           | memo-sp.007    | VOID                           | -        |
| 01   | C77      | 表紙：村枝賢一 中表紙：岡崎つぐお ページ数：124    | 青の橘花（高田慎一郎）                           | 第十二話       | レイズマン・ゼロ               | -        |
| 01   | C77      | 表紙：村枝賢一 中表紙：岡崎つぐお ページ数：124    | ギャラクティックマンション（なかにしえいじ）     | 第30号室       | 銀河ロイドコスモX              | -        |
| 01   | C77      | 表紙：村枝賢一 中表紙：岡崎つぐお ページ数：124    | 亡装遺体ネクロマン-External-（松本久志）         | -              | セイル                         | [ 注 3 ] |
| 01   | C77      | 表紙：村枝賢一 中表紙：岡崎つぐお ページ数：124    | 漢たちの野望（Dr.モロー）                        | -              | -                              | -        |
| 01   | C77      | 表紙：村枝賢一 中表紙：岡崎つぐお ページ数：124    | シンソウガクシャ（広石匡司）                     | 第6話          | ALCBANE                        | -        |
| 01   | C77      | 表紙：村枝賢一 中表紙：岡崎つぐお ページ数：124    | ひろよんプラス（椎名かつゆき）                   | -              | 様々なHXL作品                  | -        |
| 01   | C77      | 表紙：村枝賢一 中表紙：岡崎つぐお ページ数：124    | 火星のココロ（馬場民雄）                         | -              | 童子装甲BEE                    | -        |
| 02   | C78      | 表紙：村枝賢一 中表紙：衣谷遊 ページ数：68         | PRE=CROSS（たかしげ宙×岡崎つぐお）               | -              | 様々なHXL作品                  | [ 注 6 ] |
| 02   | C78      | 表紙：村枝賢一 中表紙：衣谷遊 ページ数：68         | 漢たちの野望2（Dr.モロー）                       | -              | -                              | -        |
| 02   | C78      | 表紙：村枝賢一 中表紙：衣谷遊 ページ数：68         | ひろよんプラス（椎名かつゆき）                   | -              | 様々なHXL作品                  | -        |
| 02   | C78      | 表紙：村枝賢一 中表紙：衣谷遊 ページ数：68         | Charge（馬場民雄）                               | -              | ニードルアイ×MEAN 遥かなる歌   | -        |
| 03   | C78      | 表紙：村枝賢一 中表紙：広石匡司 ページ数：76       | ジエンド（村枝賢一）                             | File：37 蔵人5 | -                              | -        |
| 03   | C78      | 表紙：村枝賢一 中表紙：広石匡司 ページ数：76       | 家族戦隊ノック5（能田達規）                      | -              | BOOTSの山田さん                | -        |
| 03   | C78      | 表紙：村枝賢一 中表紙：広石匡司 ページ数：76       | レクイエム・ランナー（榊蒼十郎）                 | -              | アクセルレックス               | -        |
| 03   | C78      | 表紙：村枝賢一 中表紙：広石匡司 ページ数：76       | レイズマン・ゼロ2002（出月こーじ）               | -              | -                              | -        |
| 04   | C79      | 表紙：村枝賢一 中表紙：栗原一実 ページ数：60       | シンソウガクシャ（広石匡司）                     | 第5.5話        | ひろよん                       | [ 注 7 ] |
| 04   | C79      | 表紙：村枝賢一 中表紙：栗原一実 ページ数：60       | 漢たちの野望（Dr.モロー）                        | -              | ジエンド                       | -        |
| 04   | C79      | 表紙：村枝賢一 中表紙：栗原一実 ページ数：60       | ギャラクティックマンション（なかにしえいじ）     | 第31号室       | -                              | -        |
| 04   | C79      | 表紙：村枝賢一 中表紙：栗原一実 ページ数：60       | 火星のココロ（馬場民雄）                         | -              | VOID                           | -        |
| 05   | C79      | 表紙：村枝賢一 中表紙：おおのじゅんじ ページ数：68 | 銀河ロイド コスモX（原作：関智一、漫画：細雪純） | -              | ニードルアイ、女ドラゴンさやか | -        |
| 05   | C79      | 表紙：村枝賢一 中表紙：おおのじゅんじ ページ数：68 | 童子装甲BEE（おとといきたろう）                  | -              | 家族戦隊ノック5                | -        |
| 05   | C79      | 表紙：村枝賢一 中表紙：おおのじゅんじ ページ数：68 | ひろよんプラス（椎名かつゆき）                   | -              | 様々なHXL作品                  | -        |

## 備考
アフターミッション以前にもHXL参加作家である馬場民雄が中心となって製作した同人誌がいくつか存在し、同人誌即売会でサークル『ヒーロークロスライン』や馬場民雄個人サークル『TAMIC』から配布されている。しかしこれらの同人誌はあくまでも『ヒーロークロスライン』非公式という立場であり、公式の同人誌は公式ガイドブック『HXL ARCHIVE』を除けばアフターミッションが初となる。非公式同人誌の一覧はヒーロークロスライン#同人誌を参照。